# عدالت ملکه
«عدالت ملکه» (انگلیسی: The Queen's Justice) قسمت سوم از فصل هفتمِ مجموعهٔ تلویزیونیِ خیال‌پردازانهٔ بازی تاج‌وتخت و قسمت ۶۳ از کلِ این سریال است.
فیلم‌نامه‌نویس‌های این قسمت دیوید بنیاف و دی. بی. وایس و کارگردان آن مارک مایلود است.
عنوان سریال به انتقام‌گیری سرسی لنیستر از اولنا تایرل، الاریا سند و تاین سند اشاره دارد که روش همیشگی سرسی در اجرای عدالت است.
این قسمت از سریال، آخرین حضور دایانا ریگ، ایندیرا وارما و روزابل لورنتی سلرز در مجموعهٔ تلویزیونیِ بازی تاج‌وتخت است.

## داستان
در دراگون استون
جان و داوس سی‌ورث با سربازان خود به دراگون استون می‌رسند و از آنها خواسته می‌شود سلاح‌های خود را تسلیم کنند. جان و داوس با دنریس ملاقات می کنند که از جان می خواهد جلویش زانو بزند جان قبول نمی‌کند و اصرار می‌کند که آنها مشکلات بزرگ‌تری دارند،ارتش مردگان. دنریس حرف او را باور نمی‌کند و می‌گوید که می‌خواهد تاج آهنین را قبل از بررسی تهدیدات دیگر تصاحب کند. قبل از اینکه به راه حلی برسند، واریس حرف آنها را قطع می‌کند، که به دنریس از حمله یورون گریجوی به نیروی دریایی یارا می‌گوید. جان مجبور می شود در دراگون استون بماند.
واریس از ملیساندر می پرسد که چرا خود را از جان پنهان کرد هاست. او اعتراف می کند که به دلیل اشتباهات او با شرایط بدی از هم جدا شدند. او قصد دارد به ولانتیس بازگردد و واریس به او پیشنهاد می کند که به وستروس برنگردد. ملیساندر پیش بینی می کند که در آینده باید برای آخرین بار برگردد.
تیریون در صحبت با جان توضیح می دهد که پیروان دنریس وفادار هستند زیرا دنریس خود را وقف محافظت از دیگران در برابر تهدیداتی می کند که درک می کند. جان از اینکه هیچ کس باور نمی کند که وایت واکرها واقعی هستند ناراحت است، اما تیریون می گوید که او را باور دارد. تیریون درخواست جان برای استخراج شیشه اژدها در دراگون استون را به دنریس منتقل می کند ودنریس درخواست را می پذیرد.
در دریای باریک
یکی از معدود کشتی های باقی مانده از ناوگان یارا، تئون را نجات می دهد. تئون ادعا می کند که سعی کرده یارا را نجات دهد، اما آهن زاده او را باور نمی کند.
در مقر فرمانروایی
یورون اسیرهایش  الاریا سند ، تاین و یارا را در میان جمعیتی توهین آمیز در خیابان های مقر فرمانروایی به سمت ملکه می برد. او سندها را به عنوان هدیه خود به سرسی تقدیم می کند. سرسی تاین را با همان سمی که الاریا برای کشتن میرسلا استفاده کرد، می کشد.
تیکو نستوریس از بانک آهنین برای بازپرداخت وام های لنیسترها می آید. سرسی قول می دهد بدهی خود را ظرف دو هفته پس بدهد.
در وینترفل
سانسا استارک با شایستگی وینترفل را مدیریت می کند و آن را به عنوان یک پناهگاه اضطراری برای همه شمالی ها آماده می کند. برن و میرا از راه می رسند و سانسا دوباره با برادرش ملاقات می کند. سانسا با مکاشفه برن مبنی بر اینکه او کلاغ سه چشم است، گیج می‌شود.
در اولدتاون
استاد ابروس اعلام می کند که جورا از بیماری تب خاکستری شفا یافته و او را آزاد می کند. سمول تارلی اعتراف می کند که او درمان ممنوعه را انجام داده است. ابروس مهارت او را می ستاید، اما نافرمانی او را با تکلیف کپی تعداد زیادی از اسناد قدیمی مجازات می کند.
در کسترلی راک
در نقشه ای که توسط تیریون تنظیم شده است، کرم خاکستری و آنسالیدها از طریق فاضلابی که تیریون طراحی کرده است، به کسترلی راک نفوذ می کنند. آنها قلعه را تصرف می کنند و مدافعان بسیار کمتری از آنچه انتظار می رفت پیدا می کنند.و کرم خاکستری می فهمد که فریب خورده اند. در همین حین، ناوگان آهنین از راه می رسد و کشتی های دنریس را منهدم می کند.
در هایگاردن
جیمی، رندیل و ارتش‌هایشان به‌سرعت هایگاردن را تصرف می‌کنند و کسترلی راک را رها می‌کنند تا دنریس را فریب دهند تا آنسالیدها را به یک موقعیت استراتژیک بی‌فایده بفرستد. جیمی به خاطر نقشه‌های اولیه سرسی برای اعدام علنی و دردناک اولنا، به اولنا پیشنهاد مرگ سریع و بی‌درد با سم را می‌دهد. پس از نوشیدن سم، اولنا به جیمی نشان می گوید که او کسی بود که جافری را به قتل رساند و از او می خواهد که به سرسی بگوید. جیمی شوکه شده، اولنا را ترک می کند تا تنها بمیرد.